# Miglė Tuskienė
Miglė Tuskienė (* 21. September 1971) ist eine litauische Beamter und Politikerin, Vizeminister, stellv. Finanzministerin des Landes.

## Leben
Nach dem Abitur 1989 an der  Mittelschule Vilnius  absolvierte Miglė Tuskienė von 1989 bis 1994 das Diplomstudium  der Wirtschaft an der Fakultät für Wirtschaft der Universität Vilnius. 
Von 1995 bis 1997 war sie Experte bei Lietuvos kooperacijos bankas. Seit 1997 arbeitet Miglė Tuskienė am Finanzministerium Litauens. Von 2003 bis 2007 und von 2012 bis 2017 war sie Finanzen-Attaché in der litauischen EU-Vertretung. Vom 17. August 2017 bis 2019 war sie stellvertretende Finanzministerin von Vilius Šapoka im Kabinett Skvernelis, geleitet von Saulius Skvernelis, tätig.  2019 bekam sie eine Einladung, als Wirtschaftsberaterin von Ursula von der Leyen, Präsidentin der Europäischen Kommission, zu arbeiten, aber nahm sie dies aus persönlichen Gründen nicht an. 
Tuskienė ist verheiratet. Ihre Fremdsprachen sind Englisch, Russisch, Deutsch und Französisch.